# Macrodorcas vernicata itoi
Macrodorcas vernicata itoi es una subespecie de coleóptero de la familia Lucanidae.

## Distribución geográfica
Habita en Vietnam.